# Catholic Charities USA
Catholic Charities USA (рус. Католическая благотворительность США) — сеть благотворительных некоммерческих организаций со штаб-квартирой в Александрии, штат Вирджиния, одна из крупнейших благотворительных организаций в Соединённых Штатах (5 место в списке 50 крупнейших благотворительных организаций по версии Forbes в 2013 году).
Основанная в 1910 году как Национальная конференция католических благотворительных организаций (англ. National Conference of Catholic Charities), организация изменила своё название в 1986 году на Католическая благотворительность США (CCUSA). В сеть входит более 160 местных католических благотворительных учреждений по всей стране, которые служат и помогают миллионам людей в год, независимо от их религиозных, политических и иных взглядов. Около 3 миллиардов долларов поступает от Управления федерального правительства по конфессиональным инициативам (англ. Faith-Based Initiatives Office). В 2013 году организация помогла более 9 миллионам человек.
С февраля 2005 года её президентом является преподобный Ларри Снайдер (англ. Larry Snyder), который ранее в течение 13 лет работал в католической благотворительной организации Сент-Пола и Миннеаполиса.
Catholic Charities USA является членом Каритас, международной федерации католических организаций социального обслуживания.